# レオナルド・ダ・シウヴァ・ソウザ
レオナルド（Leonardo）ことレオナルド・ダ・シウヴァ・ソウザ（ポルトガル語: Leonardo da Silva Souza、1992年3月18日 - ）は、ブラジルのサッカー選手。ポジションはMF。

## クラブ歴

### メタルルフ・ドネツィク以前
SEマツバラの下部組織に在籍。その後ベルギーに移りKベールスホットACの下部組織に加入した。2012年4月に7月からの3年契約でSCタフリヤ・シンフェロポリに加入する事が報じられた。しかし僅か2ヶ月でキプロス・ファーストディビジョンのエノシス・ネオン・パラリムニFCに加入。ここで選手デビューするとその活躍から2013年1月にFCメタルルフ・ドネツィクに加入した。しかし彼の保有権は代理人が持っていたため、エノシス・ネオン・パラリムニは移籍金を受け取る事が出来なかった。

### ガバラ
2013年7月13日にアゼルバイジャン・プレミアリーグのガバラFKに1年契約で移籍。31試合で7得点をあげた。

### アンジ・マハチカラ
2014年8月10日に2年契約でFCアンジ・マハチカラに加入。23歳の誕生日に初得点を決めた。5月10日には2得点をあげて勝利に貢献するなど、リーグで7得点をあげてクラブのロシア・プレミアリーグ昇格に貢献した。2015年8月22日にはPKを決めてロシア・プレミアリーグ初得点。2016年2月25日に契約抹消。

### パルチザン
2016年6月にセルビア・スーペルリーガのパルチザン・ベオグラードに3年契約で加入。公式発表はその2週間後で、背番号は42番となった。7月24日にミロスラヴ・ラドヴィッチに代えて投入されて初出場。初得点は8月20日で、この試合でもサシャ・イリッチに代えての途中出場からの得点であった。7日後には直截フリーキックを決めて早くも2得点目を記録した。
9月17日のヴェチティ・デルビでレッドスター・ベオグラードから89分に決勝点をあげて勝利。その後も4戦連続得点を決め、年末までに10得点を決めた。
2017年4月18日のレッドスターとのヴェチティ・デルビでも2点を決めて3-1の勝利。彼の活躍もあってパルチザンはリーグとカップ双方を制し、また彼自身もセルビア・スーペルリーガベストイレブンに選ばれた。
2017年7月11日にはUEFAチャンピオンズリーグ 2017-18 予選で得点し欧州サッカー連盟主催試合で初得点を記録した。

### アル・アハリ
2017年8月3日にサウジ・プロフェッショナルリーグのアル・アハリ・ジッダがパルチザンに400万ユーロを支払い同クラブに移籍。2年延長オプションつきの2年契約での加入となった。

## 私生活
2016年1月に母国でバカンスを過ごしていた所、飲酒運転による交通事故に巻き込まれた。
兄のアランもサッカー選手。

## タイトル

### クラブ
パルチザン
- セルビア・スーペルリーガ: 2016-17
- セルビア・カップ: 2016-17

### 個人
- セルビア・スーペルリーガ得点王: 2016-17
- セルビア・スーペルリーガベストイレブン: 2016-17